# 니시카와다역
니시카와다역(일본어: 西川田駅)은 일본 도치기현 우쓰노미야시에 있는 도부 철도 우쓰노미야 선의 역이다. 역 번호는 TN 37이다.

## 역 구조
섬식 승강장 1면 2선의 지상역이다. 역사는 승강장의 도부 우쓰노미야 방향에 있고, 동서 양쪽 출입구는 지하 자유 통로에서 연결된다. 1990년대 중기까지 동쪽 출입구 지하 자유 통로 입구 부근에서
구역사가 있어 역사 이전 후에도 임시 매표 창구와 개인 경영의 매점으로 사용되고 있었다. PASMO 대응 간이 IC카드 개찰기 설치역이다.
2005년에 폐지된 우쓰노미야 경마장과 근접했고, 경마 개최일에는 이용객이 늘어났다. 또한, 도치기 현 종합 운동 공원의 근처역인 관계로 승강장 폭은 넓다.

### 승강장
| 번호 | 노선          | 방향 | 행선                 |
| ---- | ------------- | ---- | -------------------- |
| 1    | 우쓰노미야 선 | 하행 | 도부 우쓰노미야 방면 |
| 2    | 우쓰노미야 선 | 상행 | 도치기 방면          |

## 역 주변
- 도치기 현 종합 운동공원
  - 도치기 현 종합 운동공원 육상 경기장
  - 도치기 현 종합 운동공원 야구장
  - 도치노키 패밀리랜드
- 도치기 현 적십자 혈액 센터
- 도치기 현 동물 애호 지도 센터
- 우쓰노미야 미나미 경찰서
- 육상자위대 기타우쓰노미야 주둔지
- 도치기 현 어린이 종합 과학관
- 우쓰노미야 경마장(폐지)
- 우쓰노미야 시립 스타가와 제일 초등학교
- 우쓰노미야 니시카와타 우체국
- 도치기 현도 2호 우쓰노미야토치기 선 - 옛 길이 역 서쪽에서 병행.
- 우쓰노미야 환상 도로(국도 제121호선) - 역 남쪽에서 교차.
- 도치기 현도 299호 니시카와타 정거장
- 오노소키 우쓰노미야 테크니컬 & 프로덕트 센터

## 역사
- 1931년
  - 8월 11일: 영업 개시.
  - 12월 27일: 오타니 선 니시카와다 ~ 신쓰루타 간 개통.
- 1964년 6월 16일: 오타니 선 니시카와다 ~ 다테이와 간 폐지에 따라 오타니 선 전 구간이 폐지됨.

## 사진

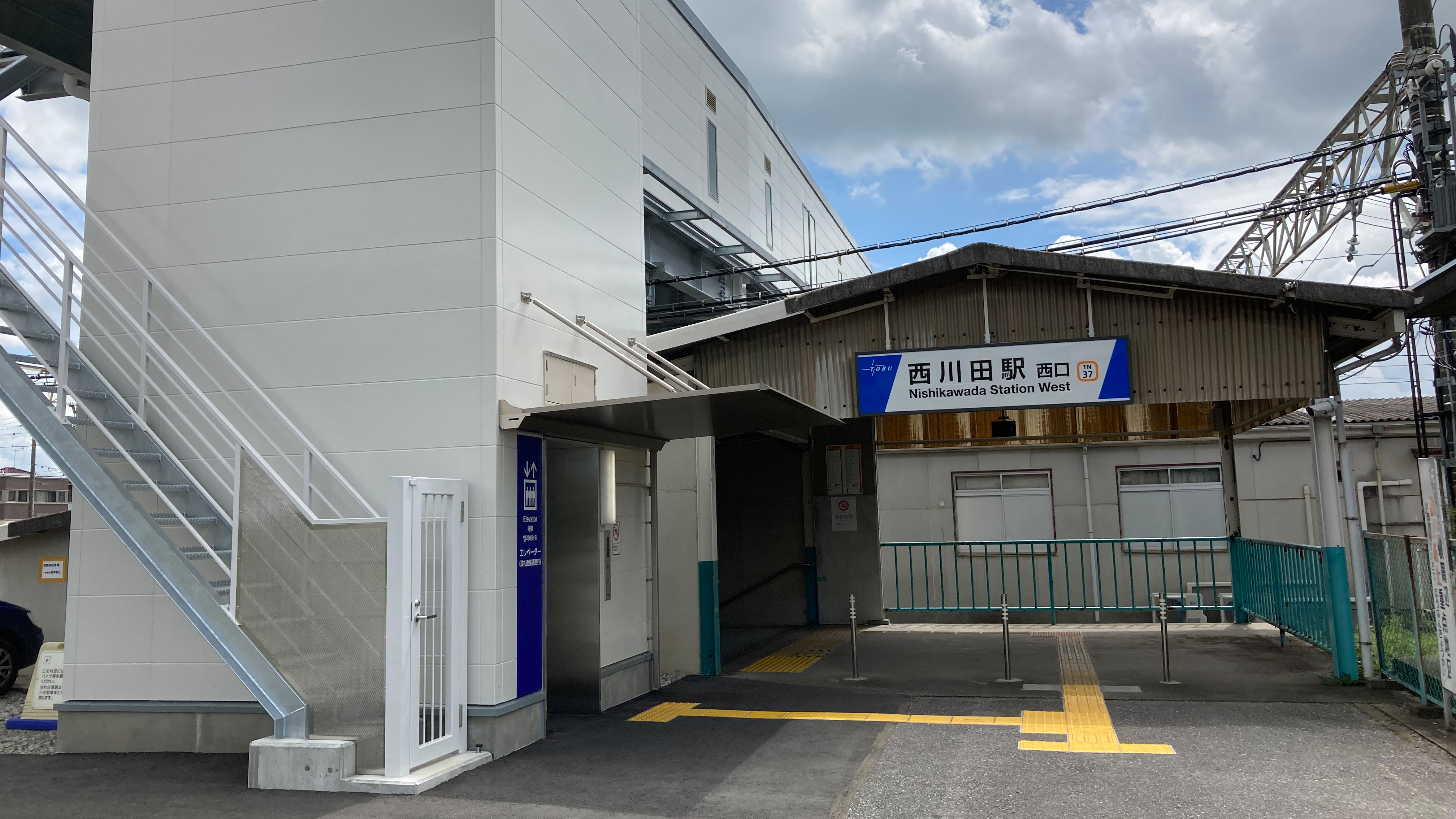
서쪽 출입구(2021년 8월)
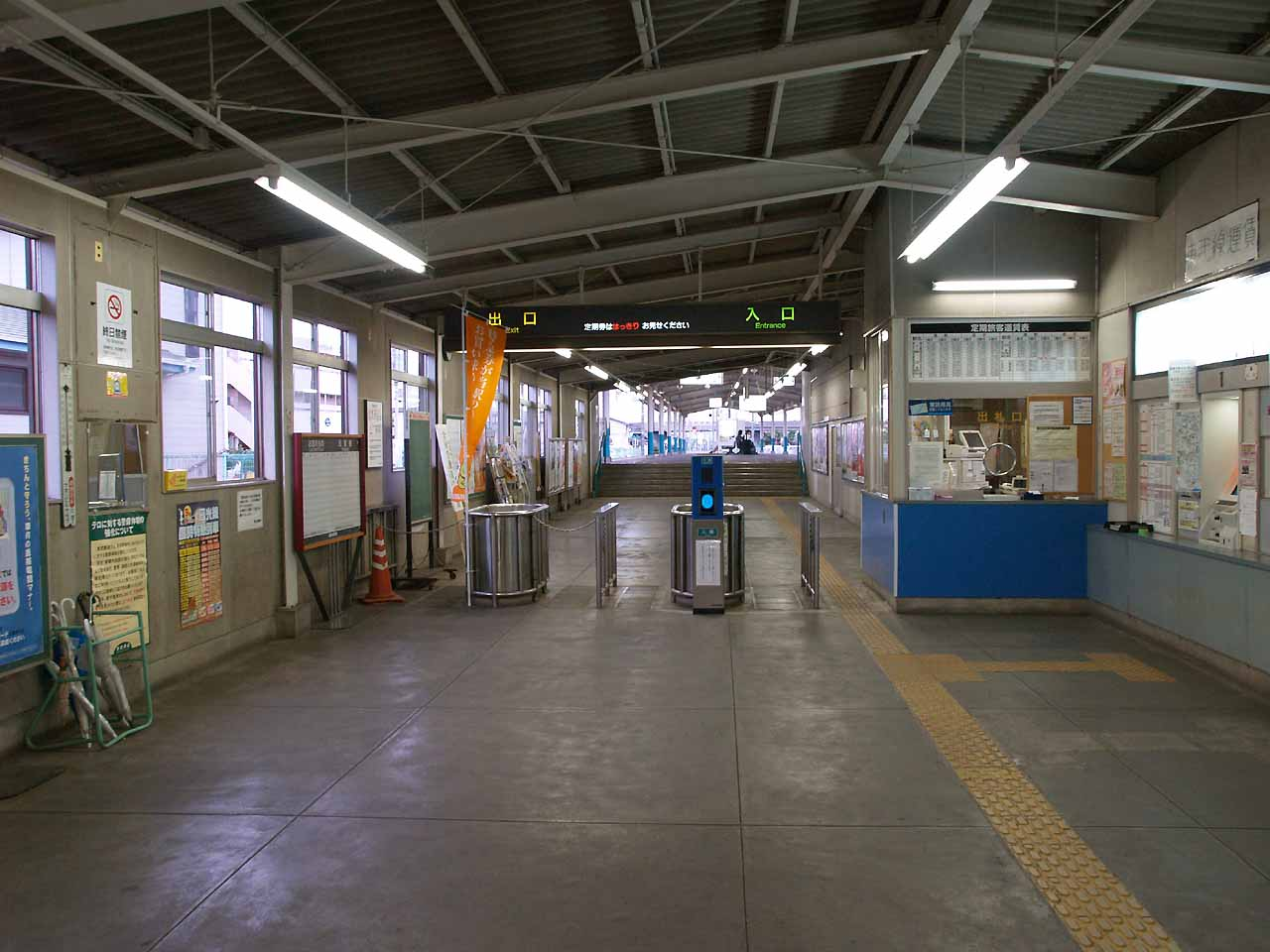
개찰(2007년 9월)

## 인접역
| 도부 철도 우쓰노미야 선    | 도부 철도 우쓰노미야 선 | 도부 철도 우쓰노미야 선             |
| -------------------------- | ----------------------- | ----------------------------------- |
| TN 36 야스즈카 도치기 방면 |                         | 에소지마 TN 38 도부 우쓰노미야 방면 |